# كوفاكس
مبادرة الوصول العالمي للقاحات كوفيد-19 أو كوفاكس، هي مبادرة عالمية تهدف إلى الوصول العادل إلى لقاح كوفيد-19 بقيادة التحالف العالمي للقاحات والتحصين (GAVI)، وتحالف ابتكارات التأهب الوبائي (CEPI)، ومنظمة الصحة العالمية (WHO). تعتبر واحدة من الركائز الثلاث للوصول إلى مسرع أدوات كوفيد-19، وهي مبادرة بدأت في أبريل 2020 من قبل منظمة الصحة العالمية والمفوضية الأوروبية وحكومة فرنسا كاستجابة لجائحة فيروس كورونا. ينسق كوفاكس الموارد الدولية لتمكين البلدان ذات الدخل المنخفض إلى المتوسط من الوصول العادل إلى اختبار كوفيد-19 والعلاجات واللقاحات. بحلول 15 يوليو 2020، انضمت 165 دولة - تمثل 60 ٪ من السكان - إلى كوفاكس. ومع ذلك، اعتبارًا من 11 أبريل 2021، لم تحقق كوفاكس هدفها، حيث قدمت 38.5 مليون جرعة على الرغم من أن الهدف كان 100 مليون بحلول نهاية مارس. 

## الدول المتبرعة باللقاحات

### الاتحاد الأوروبي
في نوفمبر 2020، تعهد الاتحاد الأوروبي بتقديم 870 مليون يورو لكوفاكس. أدخلت المفوضية الأوروبية الاتحاد الأوروبي إلى كوفاكس في 31 أغسطس 2020 وتعهدت بتقديم ضمانات بقيمة 400 مليون يورو، لكنها لم تذكر كيفية دفع هذه الأموال أو شروطها. تعهدت المفوضية الأوروبية بتقديم 100 مليون يورو إضافية من صندوق التنمية الأوروبي لكوفاكس عبر منحة إلى التحالف العالمي للقاحات والتحصين في 12 نوفمبر. كما قدمت الدول الأعضاء في الاتحاد الأوروبي تعهدات إضافية؛ تبرعت فرنسا بمبلغ إضافي قدره 100 مليون يورو وإسبانيا بمبلغ إضافي قدره 50 مليون يورو وفنلندا بمبلغ إضافي قدره 2 مليون يورو.
وفقًا لوزارة الخارجية لجمهورية ألمانيا الاتحادية، انضمت ألمانيا إلى كوفاكس من خلال الاتحاد الأوروبي وتعهدت بمبلغ 300 مليون يورو لعلاج كوفيد-19 في الدول النامية، وبذلك يصل إجمالي مساهمة الاتحاد الأوروبي إلى أكثر من 2.2 مليار يورو.

### الولايات المتحدة
صرحت إدارة ترامب في 1 سبتمبر 2020 أنها لن تنضم إلى كوفاكس بسبب ارتباطها بمنظمة الصحة العالمية، التي بدأت منها عملية انسحاب لمدة عام في 6 يوليو 2020.
بعد هزيمة ترامب في انتخابات 2020، أعلن جو بايدن أن الولايات المتحدة ستبقى في منظمة الصحة العالمية وستنضم إلى كوفاكس في 20 يناير 2021. وقد تم الترحيب بهذا الانعكاس في السياسة الأمريكية عالميًا. في 19 فبراير، تعهدت الولايات المتحدة بتقديم 4 مليارات دولار، مما يجعلها أكبر مساهم منفرد في الصندوق.

## الدول المتلقية للقاحات

### مصر
في 1 أبريل 2021، تلقت مصر 854 ألف جرعة من لقاح أسترازينيكا أوكسفورد المضاد لمرض كوفيد-19، عبر كوفاكس المعني بالإتاحة العادلة للقاحات بوصول الشحنة الأولى من لقاحات كوفيد-19 إلى مصر في إطار الاتفاق مع كوفاكس وبالتعاون من تحالف غافي للقاحات. ويشمل الاتفاق توفير 40 مليون لقاح من المقرر وصولهم إلى مصر تباعا.

### سوريا
في 22 أبريل 2021، تلقت سوريا 256,800 جرعة من لقاحات كوفيد-19، وهي أول شحنة لقاحات تصل من خلال منظومة كوفاكس، إذ وصلت 203 ألف جرعة إلى دمشق، بينما تم تسليم 53,800 جرعة أخرى إلى شمال غرب سوريا.